# 铁岭話
铁岭話，漢語官話東北官話吉瀋片通溪小片的方言。由於趙本山帶領一群遼寧鐵嶺市的演員團隊在電視節目經常亮相，中國電視觀眾聽到的東北官話實則是铁岭話，然而铁岭話與其他東北官話有不少差異。